# Garlica maoryska
Garlica maoryska, gołąb maoryski, kereru (Hemiphaga novaeseelandiae) – gatunek ptaka z rodziny gołębiowatych (Columbidae). Jest rodzimym i endemicznym gołębiem Nowej Zelandii.
Garlica maoryska należy do podrodziny treronów, żyjących w Azji Południowo-Wschodniej, Półwyspie Malajskim, Afryce i Nowej Zelandii. Gatunek należy do rodzaju Hemiphaga – początkowo monotypowego, do którego od niedawna niektórzy autorzy zaliczają także garlicę szarorzytną (Hemiphaga chathamensis), uważaną wcześniej za podgatunek garlicy maoryskiej.
Pomimo że gatunek nie jest bezpośrednio zagrożony wyginięciem ze względu na liczbę osobników i szerokie rozprzestrzenienie populacji (niepokoić może jedynie tempo zmniejszania się tej populacji), w Nowej Zelandii powołano Kereru Discovery Project – program mający na celu jego propagowanie i ochronę.
Ptak ten charakteryzuje się dużymi, jak na gołębia, rozmiarami – dorosłe osobniki mogą dorastać do 55 cm i ważyć do 850 g. Upierzony jest dwubarwnie – piersi i brzuch białe, reszta ciała – zielono-purpurowa.
Kereru, podobnie jak inne gatunki rodzimych ptaków, historycznie była ważna dla Maorysów, rdzennej ludności Nowej Zelandii i jest widoczna w wielu tradycyjnych legendach i folklorze.

## Systematyka
Garlica maoryska jest jedynym przedstawicielem rodzaju Hemiphaga, występującego endemicznie w Nowej Zelandii (wraz z Wyspą Stewart), na Wyspach Chatham (terytorium zależne Nowej Zelandii) oraz na Wyspie Norfolk (terytorium zależne Australii). Jednak niedawne odkrycia kości gatunku z tego rodzaju na wyspie Raoul (Wyspy Kermadec) – leżącej ok. 1000 km na północno-północny wschód od Wyspy Północnej – poszerzają zasięg jego występowania przynajmniej o tę wyspę. Izolacja rodzaju Hemiphaga w archipelagu Nowej Zelandii nastąpiła prawdopodobnie w neogenie (od środkowego do późnego trzeciorzędu).

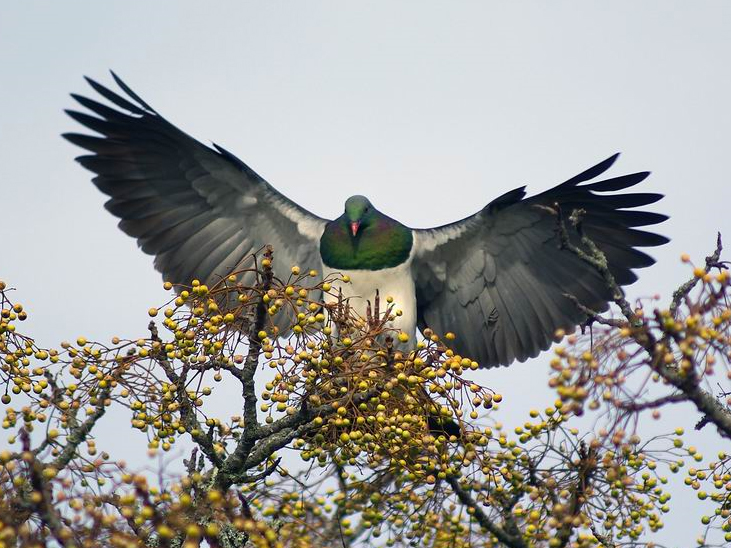
Garlica maoryska lądująca na drzewie

Gatunek opisał naukowo Johann Friedrich Gmelin w 1789 (Syst.Nat. 1 pt2 p. 773), początkowo umieszczając go w rodzaju Columba jako Columba novae Seelandiae. Dopiero po 1854, kiedy to Karol Lucjan Bonaparte wydzielił i opisał naukowo rodzaj Hemiphaga, garlica maoryska znalazła się w osobnym rodzaju. Holotyp nieznany – Gmelin prawdopodobnie opisał gatunek na podstawie rysunku Johanna Georga Forstera sporządzonego w 1773 r. przypuszczalnie w zatoce Dusky Sound i zamieszczonego w publikacji Johna Lathama z 1793 r., pt.: A General Synopsis of Birds (rysunek znajduje się w Muzeum Historii Naturalnej w Londynie pod numerem katalogowym – 137 BMNH (NHM 5137) jako „Columba argetraea Forst”). Gmelin znał gatunek tylko z dwóch głównych wysp Nowej Zelandii, wobec czego nie wyróżnił podgatunków.

### Podgatunki
Wyróżnia się trzy lub dwa podgatunki garlicy maoryskiej – żyjący obecnie na większości obszarów Nowej Zelandii Hemiphaga novaeseelandiae novaeseelandiae, żyjący na Wyspach Chatham Hemiphaga novaeseelandiae chathamensis oraz wymarły w połowie XIX w., występujący niegdyś endemicznie na Wyspie Norfolk Hemiphaga novaeseelandiae spadicea. Znane są dwa okazy (z czego do dzisiaj przetrwał tylko jeden) z Muzeum Historii Naturalnej w Tring. Ostatni raz osobnika tego podgatunku odnotowano w 1900 r. Podgatunki różniły się barwą i szczegółami anatomicznymi.
| Wyróżniane podgatunki                                 | Wyróżniane podgatunki | Wyróżniane podgatunki |
| ----------------------------------------------------- | --- | --------------------- |
| garlica maoryska (H. novaeseelandiae novaeseelandiae) | Podgatunek nominatywny. Wyspa Północna, Wyspa Południowa, Wyspa Stewart i mniejsze przybrzeżne wyspy Nowej Zelandii, np.: Wyspa Kapiti |                       |
| garlica pacyficzna (H. novaeseelandiae spadicea)      | Wyspa Norfolk |                       |
| garlica szarorzytna (H. novaeseelandiae chathamensis) | Wyspa Chatham |                       |

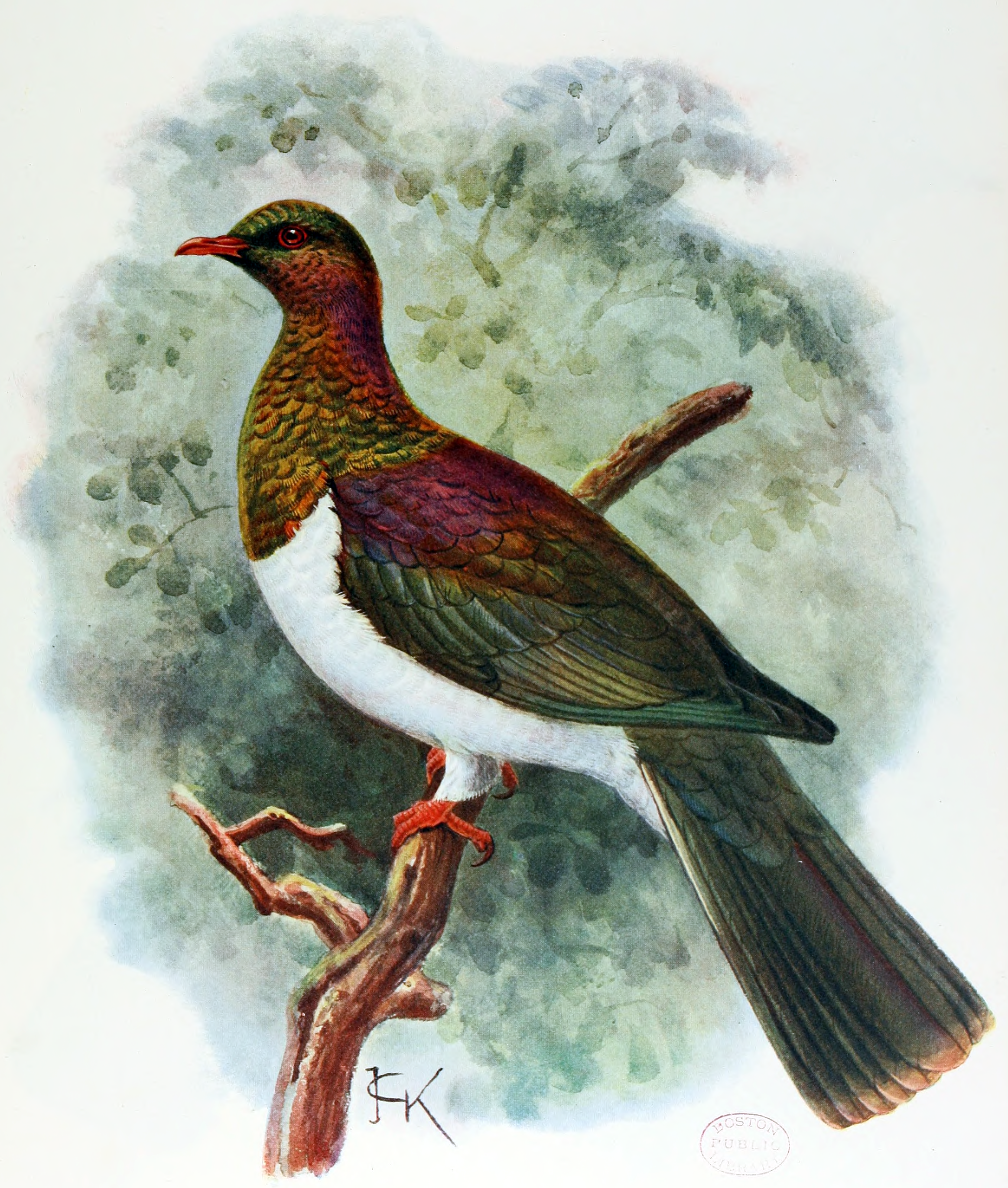
wymarła garlica pacyficzna (H. n. spadicea)

W 2001 zaproponowano, aby trzeci podgatunek – Hemiphaga novaeseelandiae chathamensis, żyjący na Wyspach Chatham wyodrębnić do osobnego gatunku – garlicy szarorzytnej (Hemiphaga chathamensis), gdyż (zdaniem autorów propozycji) różni się znacznie od podgatunku z dwóch wysp głównych, szczególnie wielkością ciała i barwą upierzenia. Tym samym rodzaj Hemiphaga powiększyłby się o nowy gatunek i nie byłby już rodzajem monotypowym. Jednak inni autorzy spoza Nowej Zelandii traktują go nadal jako podgatunek H. novaeseelandiae.

### Etymologia nazwy naukowej i polskiej
Polska nazwa zwyczajowa gatunku nawiązuje do Maorysów – ludu zamieszkującego obszar jego występowania – Nową Zelandię. Od nazwy tego kraju pochodzi z kolei naukowa nazwa gatunkowa – novaeseelandiae oraz angielska nazwa zwyczajowa – New Zealand Pigeon, co znaczy gołąb nowozelandzki. Maoryska nazwa gatunku to Kererū (lub też Keruru), funkcjonuje na Wyspie Południowej i na przeważającej części Wyspy Północnej. Inne maoryskie nazwy to Kūkupa (w części Wyspy Północnej) i Kūkū (region Northland). Garlica maoryska jest również powszechnie zwana gołębiem leśnym.

## Charakterystyka

### Morfologia

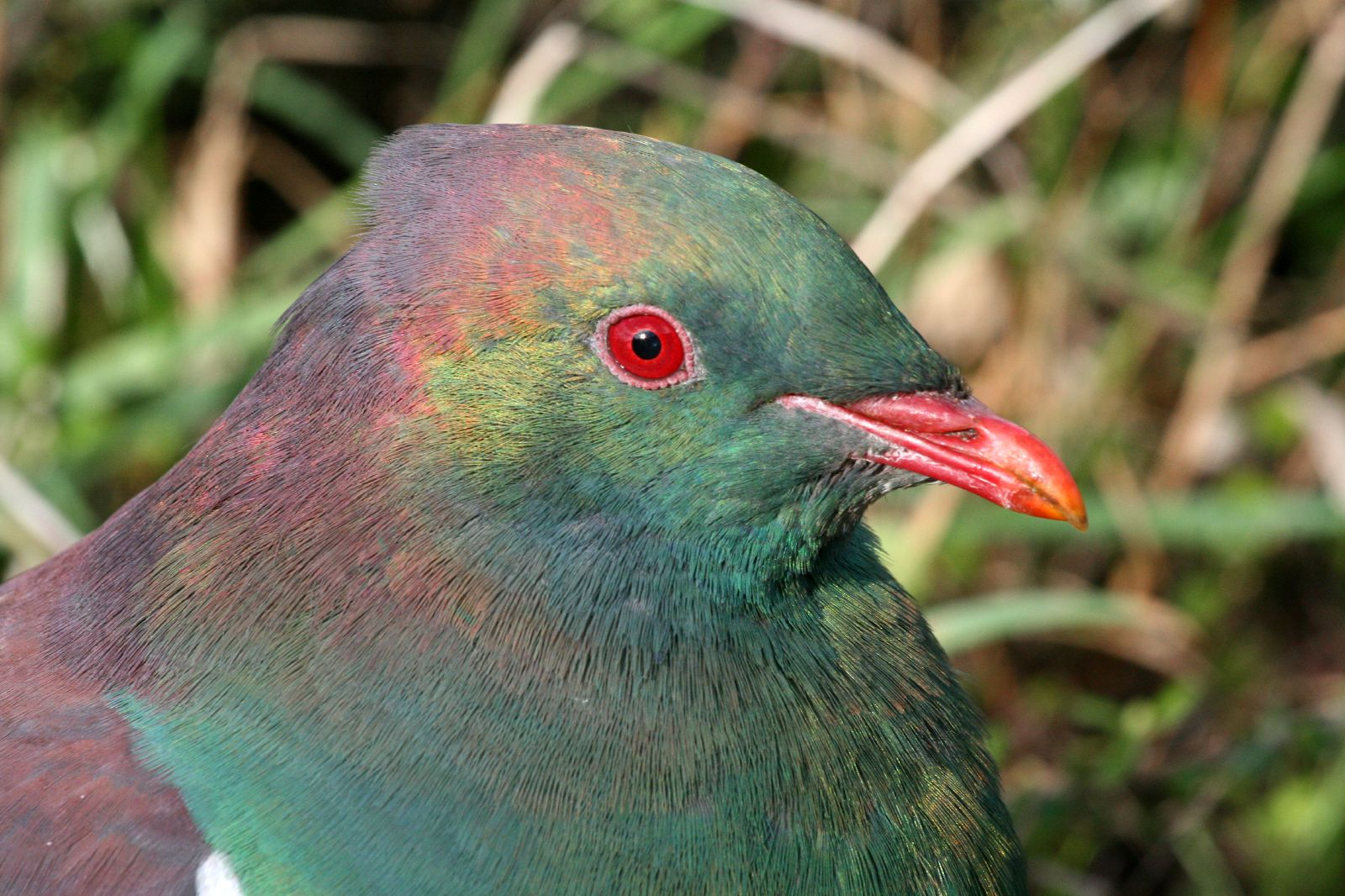
Zbliżenie głowy – dobrze widoczne iryzujące pióra. Wyspa Kapiti

Pod względem anatomicznym zwierzę wykazuje cechy typowego gołębia: posiada małą głowę, prosty dziób i luźno połączone pióra. Wykazuje także typowe dla gołębi zachowania, takie jak picie przez ssanie wody, walki za pomocą skrzydeł, muskanie piór podczas zalotów. Nie występuje wyraźny dymorfizm płciowy.
Garlice maoryskie to drugie co do wielkości ptaki z rodziny gołębiowatych. Na głównych wyspach (podgatunek H. n. novaeseelandiae) osiągają długość 51 cm i masę 650 g, a na Wyspach Chatham (podgatunek H. n. spadicea) nawet 55 cm i 850 g. Głowa, skrzydła i podgardle są zazwyczaj lśniące, zielono-purpurowe, zwykle z brązowym odcieniem (u podgatunku H. n. spadicea – z szarym). Piersi są zwykle białe, dziób czerwony z pomarańczowym końcem, nogi i oczy czerwone. Młode mają krótszy od dorosłych ogon oraz podobne ubarwienie, zwykle jaśniejsze z matowymi barwami na dziobie, oczach i stopach. W okresie gniazdowania oczy, pierścienie wokół oczu, dziób oraz nogi stają się purpurowe.

### Głos
Garlice maoryskie zazwyczaj milczą. Sporadycznie wydają pojedyncze, miękkie dźwięki kuu, a ich skrzydła podczas lotu wydają charakterystyczny, szeleszczący odgłos.

## Występowanie
Hemiphaga novaeseelandiae jest nadrzewnym gołębiem występującym w całej Nowej Zelandii – od regionu Northland po Wyspę Stewart, głównie w pasie zachodnich wybrzeży oraz w regionie Otago, w rejonie miasta Christchurch oraz w wąskim pasie północno-wschodniego wybrzeża Wyspy Południowej. Zasiedla wszystkie lasy, zarówno przybrzeżne, jak i górskie oraz często busz, tereny rolnicze, a także – coraz częściej – miejskie parki i ogrody. Pierwotnie występował on także na Wyspie Norfolk, lecz został tam wytępiony w XIX w.
Garlica maoryska prowadzi osiadły tryb życia, przy czym powierzchnia, do której ograniczone są niektóre osobniki może nie przekraczać 1–2 ha (dotyczy to wybrzeży). Wyjątki zdarzają się w regionach, gdzie roślinność nie owocuje przez cały rok i ptaki te zmuszone są podejmować niewielkie sezonowe wędrówki w poszukiwaniu pokarmu.
Z reguły ptaki te żyją samotnie, dobierając się w pary przed okresem rozrodczym, lecz spotykane są również w stadach liczących nawet do 40 osobników.

## Pożywienie

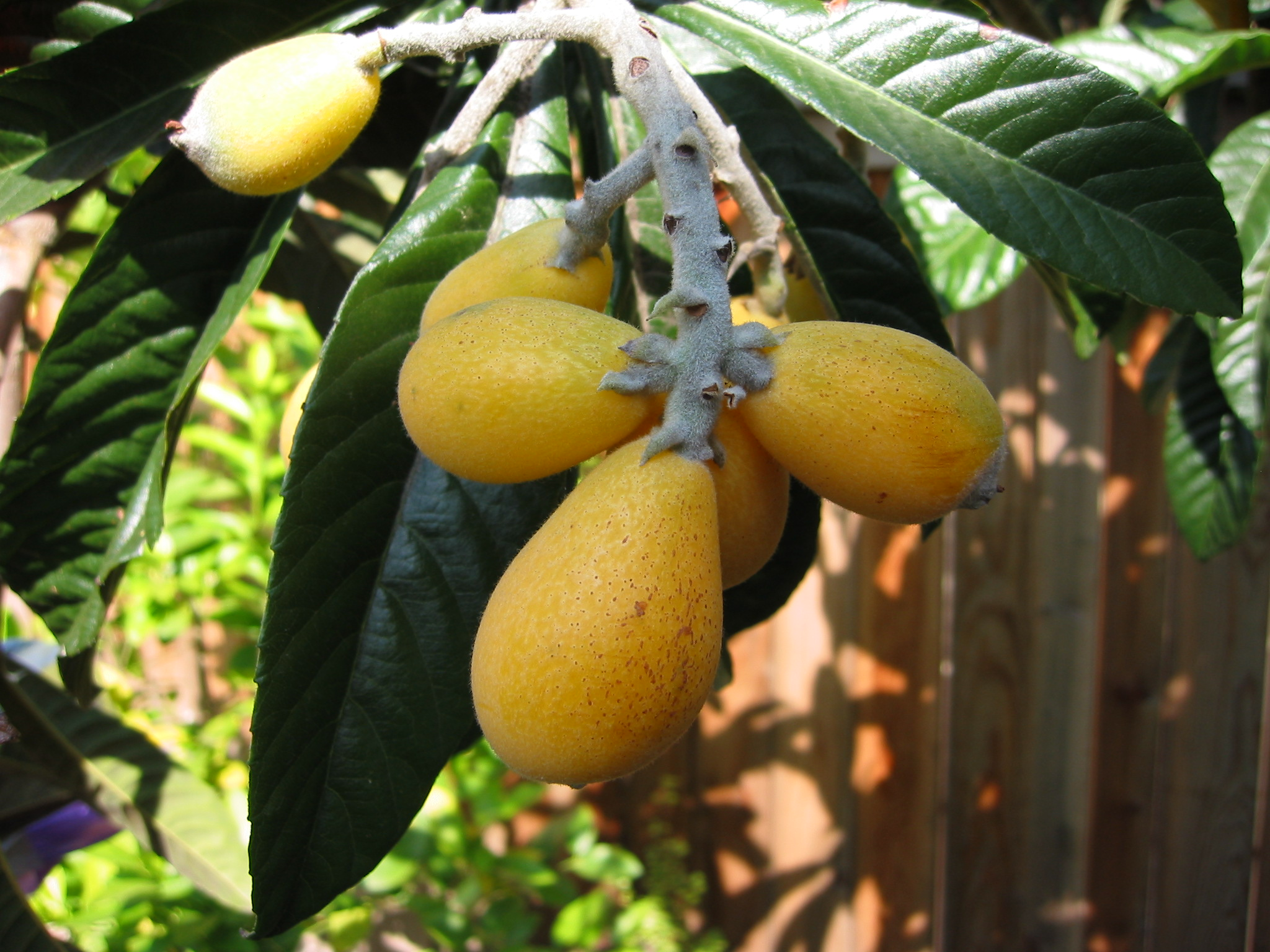
Owoce drzewa Eriobotrya japonica – przykład obcej rośliny, na której chętnie żeruje garlica maoryska

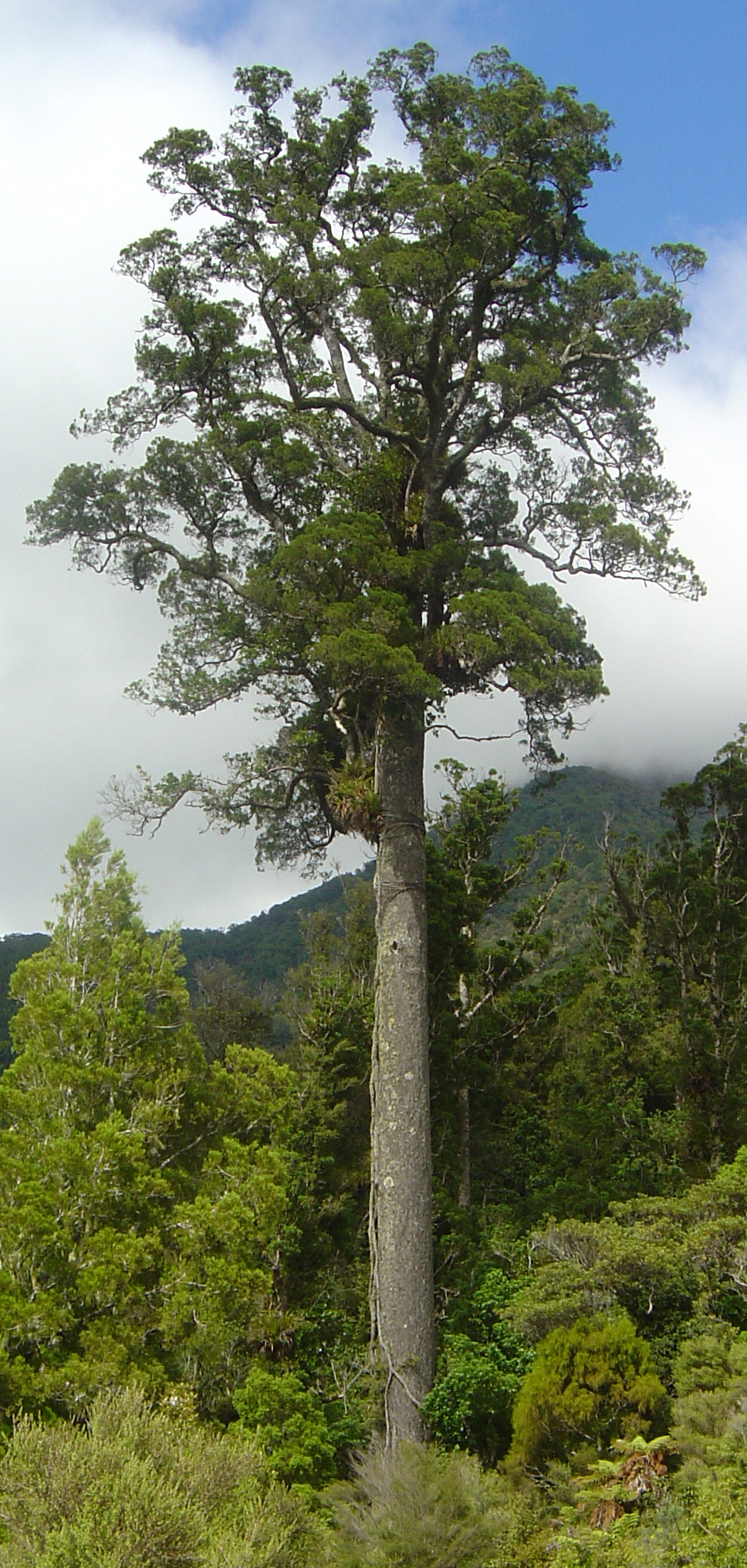
Drzewo Dacrycarpus dacrydioides – przykład rodzimej rośliny, stanowiącej pożywienie dla garlicy

Garlice maoryskie, podobnie jak inni przedstawiciele podrodziny, do której należą, żywią się głównie owocami, w tym przede wszystkim pestkowcami. Podstawowy element ich diety stanowią owoce zerwane z rosnących w lasach drzew. Spełniają ważną rolę w ekosystemie, gdyż są jedynymi ptakami zdolnymi do zjedzenia największych rodzimych owoców (o średnicy powyżej 12 mm), takich jak rosnące na drzewach z gatunku Beilschmiedia tarairi i w ten sposób rozprowadzając nasiona. Szacuje się, że w ten sposób ptaki te przyczyniają się do rozprzestrzeniania się co najmniej 70 gatunków roślin. Poza owocami garlice maoryskie jedzą także liście i pąki, zwłaszcza roślin bogatych w azot, który jest szczególnie potrzebny samicom w okresie rozrodczym. Preferują zwłaszcza liście sprowadzonej przez człowieka do Nowej Zelandii śliwy domowej (Prunus domestica).
Garlica maoryska żeruje na wielu gatunkach tropikalnych roślin, wliczając gatunki z rodziny wawrzynowatych (Lauraceae) i arekowatych (Arecaceae), ale ptaki żyjące w nowozelandzkich lasach klimatu umiarkowanego żerują także na gatunkach zastrzalinowatych (Podocarpaceae), uważanych za występujące na tych terenach od czasów, gdy tworzyły one superkontynent Gondwanę, takich jak Prumnopitys ferruginea i Dacrycarpus dacrydioides.
Do rodzimych gatunków roślin stanowiących główny pokarm garlicy maoryskiej należą między innymi: (W nawiasach podano lokalne nazwy maoryskie): Sophora microphylla (Kowhai), Schefflera digitata (Patē lub Patatē), Macropiper excelsum (Kawakawa), Corynocarpus laevigatus (Karaka), Cordyline australis (Tī rākau lub Tī kōuka), Rhopalostylis sapida (Nikau), Beilschmiedia tarairi (Taraire), Beilschmiedia tawa (Tawa), Vitex lucens (Puriri).
Ptaki żerują też chętnie na gatunkach roślin introdukowanych – azjatyckiego drzewa Eriobotrya japonica oraz Chamaecytisus palmensis z Wysp Kanaryjskich.

## Rozród
Rozmnażanie garlicy maoryskiej generalnie zależy od występowania dojrzałych owoców, co jest związane z porą roku, warunkami atmosferycznymi i lokalizacją.
Występowanie większości tropikalnych gatunków drzew, owocujących przez cały rok, ograniczone jest do ciepłej, północnej połowy Wyspy Północnej i gołębie z tej części wyspy mogą gniazdować o każdej porze roku z wyjątkiem okresu pierzenia, który trwa od marca do maja, pod warunkiem, że dostępne są owoce. W południowej części Nowej Zelandii, gdzie tropikalnych drzew jest mniej, ptak rozmnaża się zwykle od października (wczesna wiosna) do kwietnia (późne lato), znów zależnie od dostępności owoców.
Okres, w którym następuje dobieranie się w pary i zaloty godowe, rozpocząć się może nawet na dwa miesiące przed budowaniem gniazda. Zachowanie godowe jest bardzo zróżnicowane. Ptaki te wznoszą się do góry z głośnymi, głębokimi i coraz to mocniejszymi uderzeniami skrzydeł, zastygając tak przez chwilę, po czym opadają pionowo w dół z rozłożonymi skrzydłami i ogonem, odsłaniając jednocześnie białe upierzenie brzucha.
Garlica maoryska gniazduje na drzewach. Samica składa pojedyncze jajo w płytkim, niskiej jakości gnieździe zbudowanym z kilku zebranych razem gałązek. Pisklę wykluwa się po 28-30 dniach, po kolejnych 36 jest w pełni opierzone. W okresie pierzenia młode osiąga wagę około 400 g. Młode karmione są przeważnie tylko 2-3 razy dziennie, początkowo ptasim mleczkiem, a z czasem do ich diety dodawane są porcje zwracanego pokarmu. W ten sposób młode karmione są przez oboje rodziców (przeważnie przez samca) przynajmniej przez tydzień od opuszczenia gniazda. Zarówno wysiadywaniem jaja, jak i opieką nad pisklęciem zajmują się oboje rodzice. Jeśli owoców jest pod dostatkiem, para może wyprowadzić kilka lęgów w ciągu jednego sezonu.

## Status, zagrożenie i ochrona

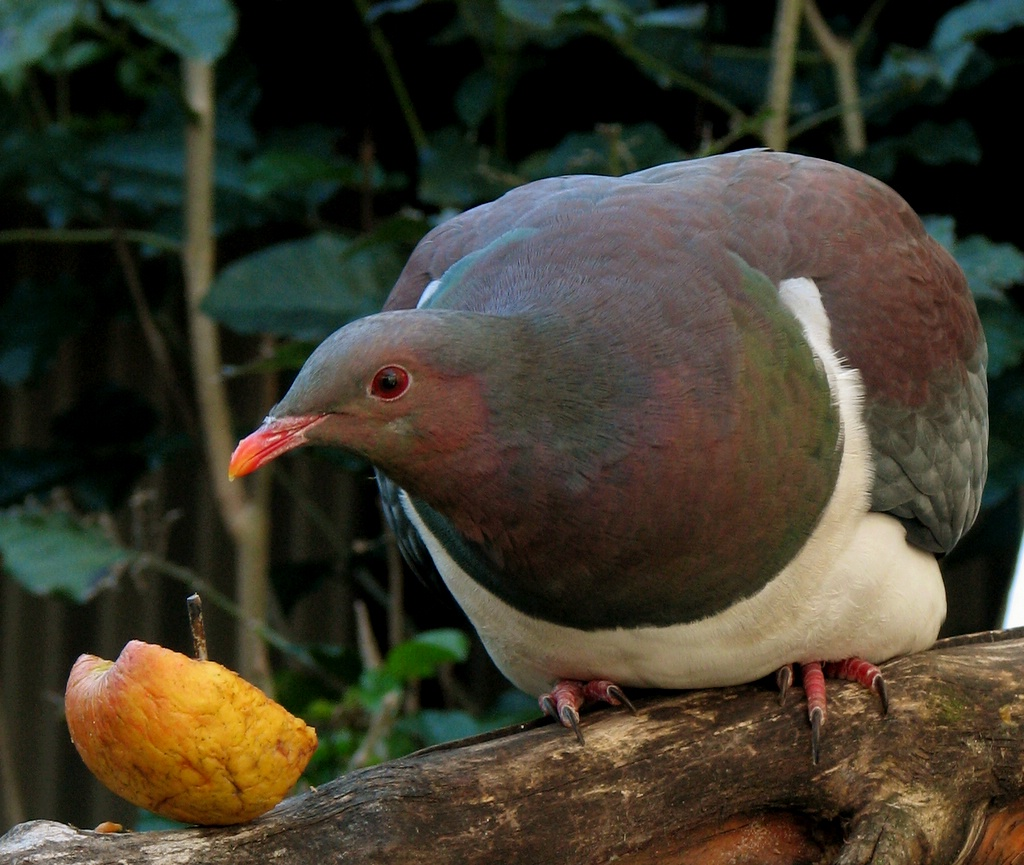
Garlica maoryska w rezerwacie Nga Manu, Waikanae, region Wellington

Populacja garlicy maoryskiej spadła znacznie od czasu przybycia na Nową Zelandię ludzi i nadal maleje, zwłaszcza w regionie Northland (Wyspa Północna), gdzie w 1993 r. odnotowano 50%-owy spadek populacji w ciągu ostatnich 14 lat; ptak jest jednak nadal dość powszechny na zachodzie Wyspy Południowej i na wybrzeżu Otago.
Obecnie łączny zasięg populacji gatunku (na wyspach głównych, Wyspie Stewart oraz mniejszych, przybrzeżnych wyspach) szacuje się na 208 000 km², co w przybliżeniu odpowiada 77% powierzchni Nowej Zelandii.
Populacja garlicy maoryskiej zmniejsza się także z powodu polowań, niszczenia środowiska i niewielkiej zdolności rozrodczej tych ptaków. Gołębie te były bardzo liczne jeszcze w latach 60. XIX wieku i wielkie ich stada gromadziły się na owocowych drzewach, by żerować. W 1864 nałożono ograniczenia na ludzi polujących na te ptaki, a w 1921 zakazano łowów całkowicie, choć egzekwowanie tego prawa nie jest wystarczające. Niektórzy Maorysi protestowali przeciwko zakazowi, uzasadniając to swoją tradycją polowań na te gołębie.
W latach 1995–1996 przeprowadzono eksperyment, polegający na zbadaniu sukcesu gniazdowania tego gatunku w zależności od obecności szczura śniadego (Rattus rattus). Przez dwa kolejne sezony lęgowe zlokalizowano i monitorowano 70 gniazd tego ptaka. W tym czasie przeprowadzono na badanym obszarze deratyzację przez stosowanie trucizn. W efekcie ataki na gniazda były znacząco rzadsze, niż na obszarach niechronionych. Jednak wskaźnik przetrwania młodych nie zmienił się znacząco, głównie ze względu na częste opuszczanie gniazda przez nie, a także przez rodziców. Zauważono również pałankę kuzu atakującą gniazda.
Do najważniejszych programów i miejsc ochrony, badania i przywrócenia gatunku należą:
- Nga Manu Nature Reserve (Rezerwat Naturalny Nga Manu; Waikanae, region Wellington)[43],
- Orokonui Ecosanctuary/Te Korowai o Mihiwaka (Ekosanktuarium Orokonui; region Otago)[44],
- Karori Wildlife Sanctuary (Sanktuarium Przyrody Karori; Wellington, region Wellington)[45],
- Whataroa White Heron Sanctuary (Sanktuarium Czapli Białej w Whataroa; Whataroa, region West Coast)[46],
- Maungatautari Restoration Project (Projekt Restytucyjny Maungatautari; region Waikato)[47],
- Whakatikei River Valley Forest Restoration Project (Projekt Restytucyjny Lasów Nad Rzeką Whakatikei)[48],
- Kereru Awhina Project (region Auckland)[49],
- Park Narodowy Paparoa (region West Coast)[50],
- Park Narodowy Fiordland (region Southland)[51],
- Wyspa Stewart,
- Wyspa Kapiti,
- Wyspa Little Barrier,
- Wyspa Maud[52].

Do najważniejszych zagrożeń gatunku należą introdukowane celowo przez człowieka lub przypadkiem przywleczone drapieżniki, jak australijska pałanka kuzu (Trichosurus vulpecula), gronostaj (Mustela erminea), gatunki szczurów – głównie szczur śniady (Rattus rattus), ale także szczur polinezyjski (Rattus exulans) i szczur wędrowny (Rattus norvegicus) oraz koty, które utworzyły do dzisiaj wiele zdziczałych populacji. Zjadają one jaja i pisklęta garlicy, a także rywalizują z nią o pożywienie, zmniejszając w ten sposób powodzenie wyprowadzenia przez nią lęgów i przypuszczalnie przyczyniają się do głodu u dorosłych osobników. Kolejnym, równie ważnym zagrożeniem, jest utrata siedliska naturalnego ptaka w wyniku pożarów i wycinki pod uprawy, na opał oraz na paszę dla zwierząt roślinożernych. Do zmniejszenia populacji garlicy maoryskiej przyczyniają się także nielegalne polowania dla mięsa (m.in. w Northland) i przypuszczalnie setki ptaków ginie każdego roku.
Skutkiem ochrony jest między innymi wzrost populacji podgatunku Hemiphaga novaeseelandiae chathamensis na Wyspach Chatham z 40 osobników w latach 80. XX w. do 200 osobników w roku 1996.
W celu ochrony oraz przywrócenia statusu gatunku najmniejszej troski (LC według Międzynarodowej Unii Ochrony Przyrody) proponowane były działania takie, jak regularny monitoring trendu populacji, zaostrzenie kar dla polujących na te ptaki (lub kontrolowane polowania w miejscach, gdzie jest to możliwe), ochrona siedliska naturalnego oraz kontrola wprowadzonych drapieżników i konkurentów w walce o pokarm.

## Hodowla
Garlica maoryska nie jest gatunkiem hodowlanym ani zwierzęciem domowym.
Obecnie ptaka tego można oglądać w 7 z 11 ogrodów zoologicznych w Nowej Zelandii:
- Wellington Zoo (Wellington, region Wellington),
- Auckland Zoo (Auckland, region Auckland),
- Hamilton Zoo (Hamilton, region Waikato),
- Brooklands Zoo/Pukekura Park (New Plymouth, region Taranaki),
- Kiwi House and Native Bird Park Ōtorohanga (Dom Kiwi i Park Rodzimych Ptaków Ōtorohanga; Ōtorohanga, region Waikato),
- Kiwi Birdlife Park (Queenstown, region Otago),
- Orana Wildlife Park (Christchurch, region Canterbury),

## Okazy muzealne
Dla potrzeb nauki zbiera się i preparuje okazy muzealne oraz skóry zwierząt. Obecnie znanych jest ponad 20 okazów muzealnych tego gatunku, z czego najwięcej znajduje się w Sekcji Ornitologicznej (Ornithology DiGIR provider Service) Peabody Museum of Natural History przy Uniwersytecie Yale – 7 okazów, w bazie danych o ptakach eBird – tworzonej przez Cornell Lab of Ornithology (Uniwersytet Cornella) i National Audubon Society – 3, oraz w Museum of Zoology przy Uniwersytecie Michigan – 2.
Ponadto w Narodowym Muzeum Historii Naturalnej „Naturalis” w Lejdzie (Holandia) znajdują się 3 okazy wymarłego podgatunku H. n. spadicea, w tym holotyp.

## Znaczenie w kulturze człowieka
Maorysi wyrabiali z włókien tęgosza mocnego (Phormium tenax) z dodatkiem między innymi zielonych i białych piór garlicy maoryskiej płaszcze zwane Kahu huruhuru, co znaczy dosłownie płaszcz z piór (Kahu – „płaszcz”, „peleryna”; huruhuru – „pióro”) lub po prostu Kahu kererū – „płaszcz z kereru”. Były one szczególnie popularne w drugiej połowie XIX w., kiedy to rozwinęła się ich produkcja.
Urzędy pocztowe Nowej Zelandii i Wyspy Norfolk wyemitowały kilka znaczków pocztowych przedstawiających garlicę maoryską. Pierwszym z nich był nowozelandzki znaczek z 1960 o nominale 1d/3d. Kolejne emisje miały miejsce w 1973 (z okazji 50. rocznicy Royal Forest and Bird Protection Society of New Zealand („Królewskie Towarzystwo Ochrony Lasów i Ptaków Nowej Zelandii”), 1993 (pod patronatem WWF), 1995 i 2006. Z kolei poczta Wyspy Norfolk wyemitowała w 1971 znaczek o nominale 15 centów z ilustracją wymarłego podgatunku garlicy maoryskiej – H. n. spadicea, co czyni ów znaczek jedynym tego typu na świecie.
Od maoryskiej nazwy ptaka – kereru, nazwano jeden z nowozelandzkich gejzerów – Kereru Geyser (Whakarewarewa, region Bay of Plenty).